# Tourinform

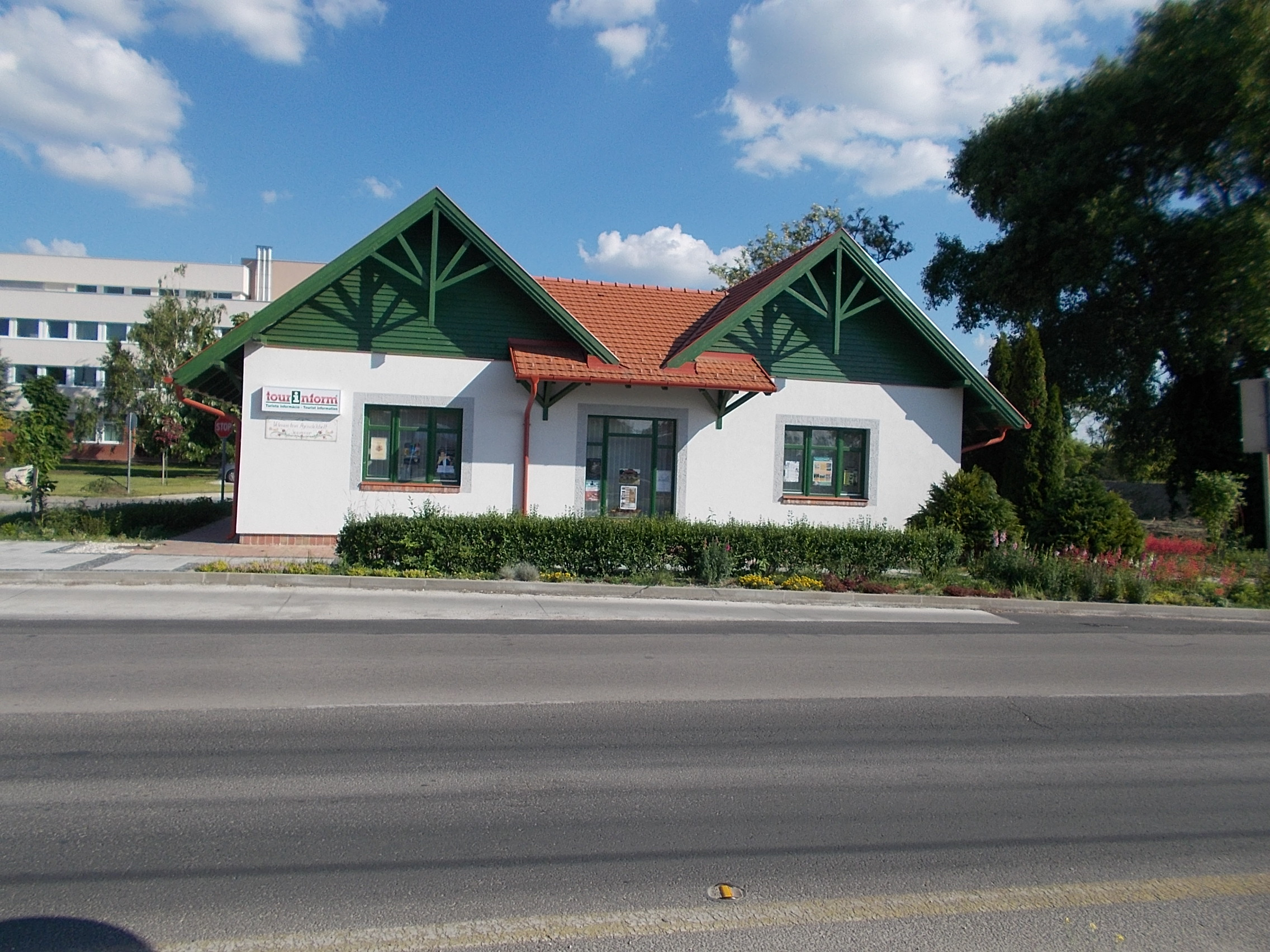
A gárdonyi Tourinform iroda

A Tourinform 1981. július 1-jén létrehozott, eredetileg telefonos szolgáltatásként működő, később, 1986-tól irodahálózattá fejlesztett, a turisták szakszerű tájékoztatására kialakított információs hálózat. Az irodák franchise rendszerben működnek. A hálózatot a Magyar Turizmus Zrt.  szervezi. Az irodák személyes tájékoztatást, szórólapokat, kiadványokat, esetenként plusz szolgáltatásokat nyújtanak (kerékpárkölcsönzés, kávézó, pihenő- és gyermek játszósarok), továbbá sokszor egyéb értékesítési feladatokat is ellátnak (pl. szuvenírbolt) az érintett, összesen közel 120 településen.

## Története
A Tourinform telefonos szolgáltatásként indult az Országos Idegenforgalmi Hivatal kezdeményezésére, a Magyar Posta és az IPV közös vállalkozásaként. Már a működés első évében is igen aktív munka folyt, mintegy 75 ezer telefonhívást dolgoztak fel. 1984-re már 300 ezerre nőtt a telefonon kiszolgált ügyfelek száma; a telefonos szolgáltatás ekkor már német, angol, orosz és francia nyelven is működött.
Az első iroda Budapest belvárosában, a Sütő utcában nyílt meg 1986-ban. 1994-ben még arról cikkeztek, hogy a hálózat egyenetlenül fejlődik, mivel sok, idegenforgalmilag jelentős helyen nem volt Tourinform iroda. De a fejlesztés nem állt le. Az irodahálózat nagy mértékben bővült 1997-1998-ban: egy év alatt 55 új iroda nyílt. 1999-ben nyílt meg Ópusztaszeren a századik iroda, 2006 szeptemberében a hálózat már 150 irodát számlált.
1998-ban PHARE projekt keretében tanulmány készült az irodák működéséről és fejlesztési irányukról. 2001-2003 között dolgozták ki a névhasználati rendszert, és minőségi fejlesztésekre került sor. Külföldiek körében végeztek felméréseket, az eredmény pozitív volt: megkérdezettek több mint 90%-a elégedett volt az alkalmazottak felkészültségével, az udvarias kiszolgálással.

## A Tourinform irodák tevékenysége
A Tourinform irodák a turistainformációs-szolgáltatás mellett a helyi, térségi és országos turisztikai kiadványok terjesztését végzik, illetve a Magyar Turizmus Zrt. központi, nemzeti turisztikai kiadványait és ajánlóit is kínálják a területükre érkező turistáknak. Emellett közvetítik a szolgáltatók kínálatait, kulcsszerepet töltenek be a települési, térségi turisztikai marketing gyakorlati megvalósításában. Ezek az irodák egymás között folyamatosan kommunikálnak, amelynek keretében kölcsönösen meghirdetik más régiók és települések attrakcióit, programjait és kiadványait. Mindehhez nagy segítségükre van a Magyar Turizmus Zrt. logisztikai bázisa, illetve a Nemzeti Turisztikai Adatbázis, a NETA is.
A NETA-ban megjelenő mintegy 30 000 hazai turisztikai szolgáltatás és szolgáltatók adatainak frissítése, feltöltése szintén az irodák tevékenységi körébe tartozik. Az irodák munkatársai - többek között ennek köszönhetően is - megbízható és alapos ismeretekkel rendelkeznek a hozzájuk tartozó terület vagy település idegenforgalmi infrastruktúrájáról, mint a helyi attrakciók, látványosságok, azok megközelíthetősége, programok, tematikus utak stb.
Az ingyenes információszolgáltatás és tájékoztatáson felül, számos iroda végez értékesítési és szervezési tevékenységet is. Színházjegyek, rendezvény- és sportesemény belépők, emléktárgyak, térképek, útikönyvek, turisztikai témájú képeslapok vásárolhatóak meg, szálláshelyek széles kínálata érhető el, foglalható le az irodák közvetítésével. Számtalan iroda, maga is szervez turisztikai szempontból érdekes rendezvényeket, így az információk első kézből jutnak el az emberekhez.
A hálózat sikerét és jelentőségét mutatja, hogy a közelmúltban több Tourinform iroda is teljesen megújult és modernizált látogatóközpontként folytathatja turisztikai tevékenységét. Ezek az irodák alkalmazkodva a felmerülő, új igényekhez, már lehetővé teszik, hogy „high-tech” színvonalon történjen az egyre növekvő érdeklődés, valamint a bővülő ismeretanyag minél szélesebb körű terjesztése, közvetítése és elérhetősége a turisták számára. Ilyen fejlesztésen esett át például a győri, a szentendrei, vagy a sóstógyógyfürdői iroda is.

## Tourinform irodák elérhetősége
Magyarország 120 településén 94 Tourinform irodát találunk.